# ПОМ-2
ПОМ-2 — радянська протипіхотна міна осколкова натяжної дії. Назва боєприпасу — абревіатура «протипіхотна осколкова міна».
Міна ПОМ-2 призначена для виведення з ладу особового складу противника та встановлюється засобами дистанційного мінування.
Ураження завдається осколками, на які дробиться корпус після підриву заряду вибухової речовини в той момент, коли людина зачепиться за один із датчиків цілі (тонка капронова нитка оливкового кольору).
Час бойової роботи може становити від 4 до 100 год., після чого спрацьовує пристрій самоліквідації, який забезпечує самознищення міни шляхом підриву.

## Застосування
Вона вражає людину чи групу осіб осколками, на які дробиться корпус після підриву заряду вибухової речовини. Вибух заряду міни стається у момент, коли людина зачепить один з чотирьох датчиків цілі (це тонкі, малопомітні капронові нитки завдовжки 9,5 метрів кожна, що простираються від центру корпусу міни). Міни можуть встановлюватися тільки на ґрунт (або ж на горизонтальну поверхню) і тільки засобами дистанційного мінування[джерело?].
Можливість встановлення такої міни вручну — взагалі не передбачено (існує лінійка мін ПОМ-2Р з ручною ініціацією). Міна має гідромеханічний (видавлення каучуку через калібрований отвір підпружиненим поршнем) пристрій самоліквідації. Він і забезпечує її самоліквідацію підривом після закінчення від 4 до 100 годин (в середньому це 23 години) з моменту встановлення. Час самоліквідації залежить від температури навколишнього повітря.
ПОМ-2 поміщаються по 4 штуки в касету КПОМ-2. Кожна міна розміщується в металевому циліндрі (підкасетнику). Після падіння міни на поверхню землі — починається процес приведення їх у бойове положення, який триває 50-60 сек[джерело?].
Спочатку розкриваються замки шести пружних лопатей, які відкинувшись у сторони від корпусу, підіймають його у вертикальне положення і забезпечують постійне вертикальне положення міни. Потім з верхньої частини корпусу відстрілюється хрестовина, після підняття якої, в різні боки відлітають чотири підпружинені якорі, що витягають за собою тонку капронову нитку (зусилля натягу 350—450 гр.). Вибух міни відбувається у випадку натягу будь-якого із чотирьох ниток або після закінчення часу бойової роботи[джерело?].
Важливо знати, що навіть тоді коли міна не прийняла після падіння свого правильного положення, наприклад, внаслідок влучання у глибокий сніг, болото, або датчики цілі не змогли прийняти правильне положення (розгорнулися неповністю або не всі, або не на повну дальність), то все одно — така міна працює у звичайному бойовому режимі[джерело?].

## Модифікації
- ПОМ-2 — бойова осколкова міна з механізмом самоліквідації.
- УІ — ПОМ-2-1 — практична міна інертного спорядження, що має всі елементи бойової міни, крім капсуля-детонатора і детонатора.
- УІ — ПОМ-2-2 — практична міна інертного спорядження, що має елементи піротехніки, які забезпечують орієнтовану установку макета бойового елемента на місцевосці.
- УІ — ПЗЗ-2-3 — практична міна, споряджена димовим складом (замість заряду ВР) і має всі елементи бойової міни, крім капсуля-детонатора, заміненого капсулем-запалювачем, і детонатора. У корпусі підривника виконані два отвори для виходу диму, закриті фольгою.
- ПОМ-2Р — відрізняється часом приведення в бойове положення 120 с, з часом самоліквідації 4-100 годин.
- ПОМ-2Р1 — відрізняється часом приведення в бойове положення 50 с, з часом самоліквідації 4-100 годин.
- ПОМ-2РБС — відрізняється часом приведення в бойове положення 120 с, без самоліквідації.
- ПОМ-2Р1БС — відрізняється часом приведення в бойове положення 50 с, без самоліквідації.
- УІ-ПОМ-2Р — практична, інертна міна.
- УІ-ПОМ-2РД — практична, димова, час приведення в бойове положення 120 с, без самоліквідації.
- УІ-ПОМ-2РБП — практична, бойовий заряд замінено інертним, час приведення в бойове положення 120 с, без самоліквідації.

## Тактико-технічні характеристики
| Характеристика                      | Значення                        |
| ----------------------------------- | ------------------------------- |
| Корпус                              | метал                           |
| Маса                                | 1.5 кг                          |
| Маса вибухової речовини (тротил)    | 140 г                           |
| Діаметр                             | 6,3 см                          |
| Висота корпусу                      | 18 см                           |
| Довжина датчика цілі (в один бік)   | (кожного з чотирьох) 9,5 - 10 м |
| Сила натягу                         | 350-450 г                       |
| Радіус суцільного ураження          | до 20 м                         |
| Температурний діапазон застосування | -20 — +50 °C.                   |

## Бойове застосування

### Російсько-українська війна
30 березня 2016 року Прес-центр штабу АТО заявив, що російські бойовики почали використовувати міни ПОМ-2 у районі промислової зони Авдіївки.
21 травня 2016 року військові ЗСУ опублікували фотографію приведеної в дію ПОМ-2 на позиціях біля Авдіївки після нічного обстрілу.
Наприкінці березня 2020 року бійці 10-ї окремої гірсько-штурмової бригади після чергового обстрілу виявили міну ПОМ-2 «Отёк» неподалік своїх позицій. Міну було встановлено з використанням переробленого пострілу РПГ-7. Знешкодити її вдалось лише підривом.
У звіті Операції Об'єднаних Сил за 31 серпня 2020 року було повідомлено, що напередодні, 30 серпня, бійцями Збройних Сил України зафіксували 
дистанційне мінування місцевості неподалік Мар'їнки ворогом за допомогою ручного протитанкового гранатомету, з якого було встановлено протипіхотну міну ПОМ-2.
Окрім запуску через спеціальний контейнер до РПГ-7 є і інші методи дистанційного мінування, наприклад за допомогою переносного комплекту мінування, як то вже фіксувала інженерна розвідка ЗСУ у травні того ж року: ПОМ-2 поміщають у касету по чотири штуки, кожна з яких розміщується в металевому циліндрі, який виштовхується за допомогою спеціального заряду.
У польоті міни покидають контейнер та опинившись на землі починається процес їх приведення у бойове положення з допомогою шести пружних лопатей, які ставлять боєприпас вертикально.
Згори від корпусу відстрілюється хрестовина, від якої в різні боки відлітають чотири якорі, що тягнуть за собою тонку капронову нитку. Після зачеплення за неї відбувається підрив.
В січні 2021 року на колишніх позиціях окупаційних сил Росії, що дислокувалися поблизу селища Трьохізбенка Новоайдарського району, правоохоронці виявили боєприпаси, поставлені з Росії. Так було виявлено бойову протипіхотну міну натискної дії ПМН-2 та три фрагменти протипіхотної осколкової міни натяжної дії ПОМ-2 після детонації.
23 лютого 2021 року, порушуючи Мінські домовленості, незаконні збройні формування РФ здійснили мінування протипіхотними осколковими мінами натяжної дії (ПОМ-2) населеного пункту Хутір Вільний Сєвєродонецького району Луганської області (неподалік селища Золоте-4). В результаті цього місцевий мешканець, зачепившись за один з датчиків міни, підірвався на території власного домоволодіння. Від отриманих множинних вогнепальних осколкових поранень він помер у лікарні.